# Карамельний пудинг
Караме́льний пу́динг (фр. crème caramel або flan au caramel) або флан (ісп. flan) — десертна страва, приготована з яєць, цукру, молока та інших інгредієнтів і полита карамеллю. Зазвичай асоціюється з Іспанією. В Іспанії та Португалії є стандартним десертом.
Британський кулінарний історик Алан Девідсон (1924—2003) писав:
У другій половині XX століття карамельний пудинг займав надмірно велику територію в десертних меню європейських ресторанів. Ймовірно, через те, що рестораторам було зручно мати можливість приготувати заздалегідь велику кількість і зберігати доти, доки не знадобляться
У XXI столітті в Британії популярність карамельного пудингу зійшла нанівець. Фелісіті Клоук пише в своїй статті на сайті британської газети Guardian в 2015 році: «Коли згадуєш карамельний пудинг, у людей трохи паморочиться в очах. Здається, що з 1989 року ніхто його ні разу не їв, але тим не менш час не висушив їх ентузіазм по цій м'яко кажучи французькій класиці. Його зникнення з національного раціону може бути пояснено його колишньою всюдисущістю».
Щільність крему залежить від кількості яєчних білків. Печеться карамельний пудинг в духовці при помірній температурі. У вищезгаданій статті в Guardian радять виймати, коли в центрі є радше «невелике тремтіння», ніж явне хитання.
Карамель, якою пудинг поливається, зазвичай використовується стандартна, тобто розтоплений цукор з невеликою кількістю води, доведений до темно-золотистого кольору.
Примітка: В Англії та Франції «фланом» називають дві різні страви: 1. карамельний пудинг і 2. відкриту випічку або бісквіт (зазвичай круглий) з фруктами, кремом або сиром нагорі (див. «Flan» в англ. розділі). В іспаномовних та португаломовних країнах (Іспанії та Португалії, де він є звичайним десертом, Мексиці тощо) «флан» має одне значення — тільки карамельний пудинг.